# Habenaria intermedia
Habenaria intermedia är en orkidéart som beskrevs av David Don. Habenaria intermedia ingår i släktet Habenaria och familjen orkidéer. Inga underarter finns listade i Catalogue of Life.